# 刘德旺
刘德旺（1946年9月—），江西波阳人，中华人民共和国政治人物。

## 生平
毕业于北京军事测绘学院航测系航空摄影测量专业。此后加入中国人民解放军。1972年，供职于江西省波阳县商业局。1984年，升任江西省波阳县县长。1985年，升任江西省上饶地委委员、行署副专员、副书记。1995年，改江西省抚州地委书记；同年升江西省委组织部部长。1998年，任河北省委委员、2000年升任河北省委副书记。2007年，任河北省政协副主席。次年改省政协主席。